# Trechinae
Die Trechinae sind eine sehr große, weltweit verbreitete Unterfamilie der Laufkäfer (Carabidae), die jedoch vermutlich nicht monophyletisch ist. In Europa sind 2272 Arten und Unterarten bekannt.

## Merkmale
Die Tarsen der Vorderbeine sind bei den Männchen häufig einseitig zum Körper hin verbreitert. Das Epimeron des Mesothorax ist breit oder schmal.
Die Larven der Trechinae entsprechen im Körperbau dem Grundplan der höher entwickelten Laufkäfer. Ihr Körper ist leicht abgeflacht und hat parallele Seitenränder. Der Kopf ist grob viereckig und hat an den Seiten sechs Punktaugen (Ocelli), die in zwei Reihen angeordnet sind. Bei Arten, die in Höhlen leben, ist ihre Anzahl reduziert. Der Thorax hat ein großes Pronotum und ein nahezu gleich kleines Meso- und Metanotum. Die letzteren beiden sind vorne gekielt. Die Beine sind schlank und sind bei den meisten Gattungen mit nur einer Klaue versehen. Das erste bis achte Hinterleibssegment ist vom Aufbau her nahezu gleich. Die Tergite sind vorne gekielt. Die Sternite bestehen aus einer großen mittigen Platte und paarweise angeordneten kleineren, vorderen, äußeren und inneren Laterosterniten. Das neunte Hinterleibssegment ist verkleinert und hat zusammengewachsene Sternitplatten. Sein Tergit ist mit den Urogomphi verwachsen. Das Tergit des zehnten Hinterleibssegments ist zylindrisch und nach unten gerichtet. Die Larven der Triben Apotomini, Melaenini und Cymbiotonini sind bisher noch unbekannt.

## Lebensweise
Die Lebensweise der verschiedenen Untergruppen der Trechinae ist sehr unterschiedlich.

## Systematik und Verbreitung
Es ist bisher noch unklar, ob die Triben Patrobini, Broscini, Psydrini und die Gattung Apotomus der Unterfamilie zugerechnet werden sollen oder nicht. Auch die vorläufige Zurechnung der Triben Melaenini und Cymbionotini ist fraglich.

## Belege